# Ma vie de chien
Pour plus de détails, voir Fiche technique et Distribution.
Ma vie de chien (Mitt liv som hund) est un film suédois réalisé par Lasse Hallström, sorti en 1985.

## Synopsis
À la fin des années 1950, Ingemar a douze ans et enchaîne bévues sur bévues. C'est que l'enfant est angoissé depuis que sa mère est malade. Alors qu'elle est alitée et fatiguée par la tuberculose, l'attention que réclament Ingemar et son frère aîné, Erik, lui devient insupportable. Ils sont alors envoyés ailleurs, séparément, le temps pour la mère de retrouver un peu de calme.
Chez son oncle Gunnar, Ingemar retrouve une vie d'enfant. Le petit village mène une vie tranquille et riche de personnages hauts en couleur, dont Monsieur Ardvisson qui se berce de la lecture de catalogues de sous-vêtements par Ingemar, Saga, une jeune fille « garçon manqué » qui lutte désespérément contre sa poitrine naissante, ou encore Fransson, le voisin de l'oncle Gunnar, qui passe son temps à réparer son toit quand il ne se baigne pas dans les étangs gelés en hiver.

## Fiche technique
- Titre : Ma vie de chien
- Titre original : Mitt liv som hund
- Réalisation : Lasse Hallström
- Scénario : Lasse Hallström, Reidar Jönsson, Brasse Brännström et Pelle Berglund (sv), d'après le roman Mitt liv som hund (sv) de Reidar Jönsson
- Musique : Björn Isfält
- Montage : Christer Furubrand et Susanne Linnman
- Création des décors : Lasse Westfelt
- Décorateurs : Tove Hellbom (sv) et Pontus Lindblad
- Costumes : Susanne Falck et Inger Pehrsson (sv)
- Photographie : Jörgen Persson
- Production : Waldemar Bergendahl (sv)
- Sociétés de production : FilmTeknik et Svensk Filmindustri
- Société de distribution : FilmTeknik
- Pays d'origine :  Suède
- Langue originale : suédois
- Genre : comédie dramatique
- Durée : 101 minutes
- Dates de sortie :
  - Suède : 12 décembre 1985
  - France : 20 janvier 1988

## Distribution
- Anton Glanzelius : Ingemar
- Tomas von Brömssen (sv) : oncle Gunnar
- Anki Lidén : la mère d'Ingemar et Erik
- Melinda Kinnaman : Saga
- Kristina Rundgren (sv) : tante Ulla
- Lennart Hjulström (sv) : l'artiste
- Ing-Marie Carlsson (sv) : Berit
- Leif Ericsson (sv) : le vieux Sandberg
- Christina Carlwind (sv) : Madame Sandberg
- Ralph Carlsson (sv) : Harry
- Viveca Dahlén (sv) : la femme du lavage
- Arnold Alfredsson : le grand-père (crédité Arnold Alfredson)
- Fritz Elofsson : le maître
- Didrik Gustavsson : Monsieur Arvidsson
- Jan-Philip Hollström : Manne, l'enfant aux cheveux verts
- Vivi Johansson : tante Arvidsson
- Per Ottosson : Tommy
- Magnus Rask : Fransson, le vieil homme qui répare constamment son toit
- Tony Rex : un garçon (crédité Tony Rix)
- Manfred Serner : Erik, le frère d'Ingemar
- Johanna Udéhn : Lilla Grodan
- Susanna Wetterholm : Karin
- Reidar Jönsson : le père de Lilla Grodan (non crédité)
- Nils-Olof Baehrentz : le présentateur du jeu Kvitt eller dubbelt  à la télévision (non crédité)
- Olle Björklund (sv) : lui-même (voix) (non crédité)
- Lennart Hyland (sv) : le commentateur de football à la radio (son d'archive) (non crédité)
- Folke Olhagen (sv) : lui-même (voix) (non crédité)

## Distinctions
- Oscars du cinéma 1988 : nommé dans les catégories meilleure réalisation et meilleur scénario adapté
- Golden Globes 1988 : Meilleur film en langue étrangère
- Ce film fait partie de la Liste du BFI des 50 films à voir avant d'avoir 14 ans établie en 2005 par le British Film Institute.

## Autour du film
- ne pas confondre avec les films :
  - 1936 : Une vie de chien, titre alternatif du Mari rêvé de Roger Capellani
  - 1943 : Une vie de chien de Maurice Cammage avec Fernandel
  - 1959 : Quelle vie de chien ! (The Shaggy Dog) de Charles Barton avec Fred MacMurray

## Sortie vidéo
Le film sort en combo DVD/Blu-ray le 25 août 2020 édité par Elephant Films.